# El Níspero (kommun)
El Níspero är en kommun i Honduras.   Den ligger i departementet Departamento de Santa Bárbara, i den västra delen av landet, 140 km nordväst om huvudstaden Tegucigalpa. Antalet invånare är 6 422. Arean är 79 kvadratkilometer.
Terrängen i El Níspero är kuperad åt sydost, men åt nordväst är den bergig.